# Turbonilla lyalli
Turbonilla lyalli är en snäckart som beskrevs av Dall och Bartsch 1907. Turbonilla lyalli ingår i släktet Turbonilla och familjen Pyramidellidae. Inga underarter finns listade i Catalogue of Life.